# Een poort voor Oostpoort
Een poort voor Oostpoort, ook wel Oostportaal, is een tweedelig artistiek kunstwerk in Amsterdam-Oost.

## Omschrijving

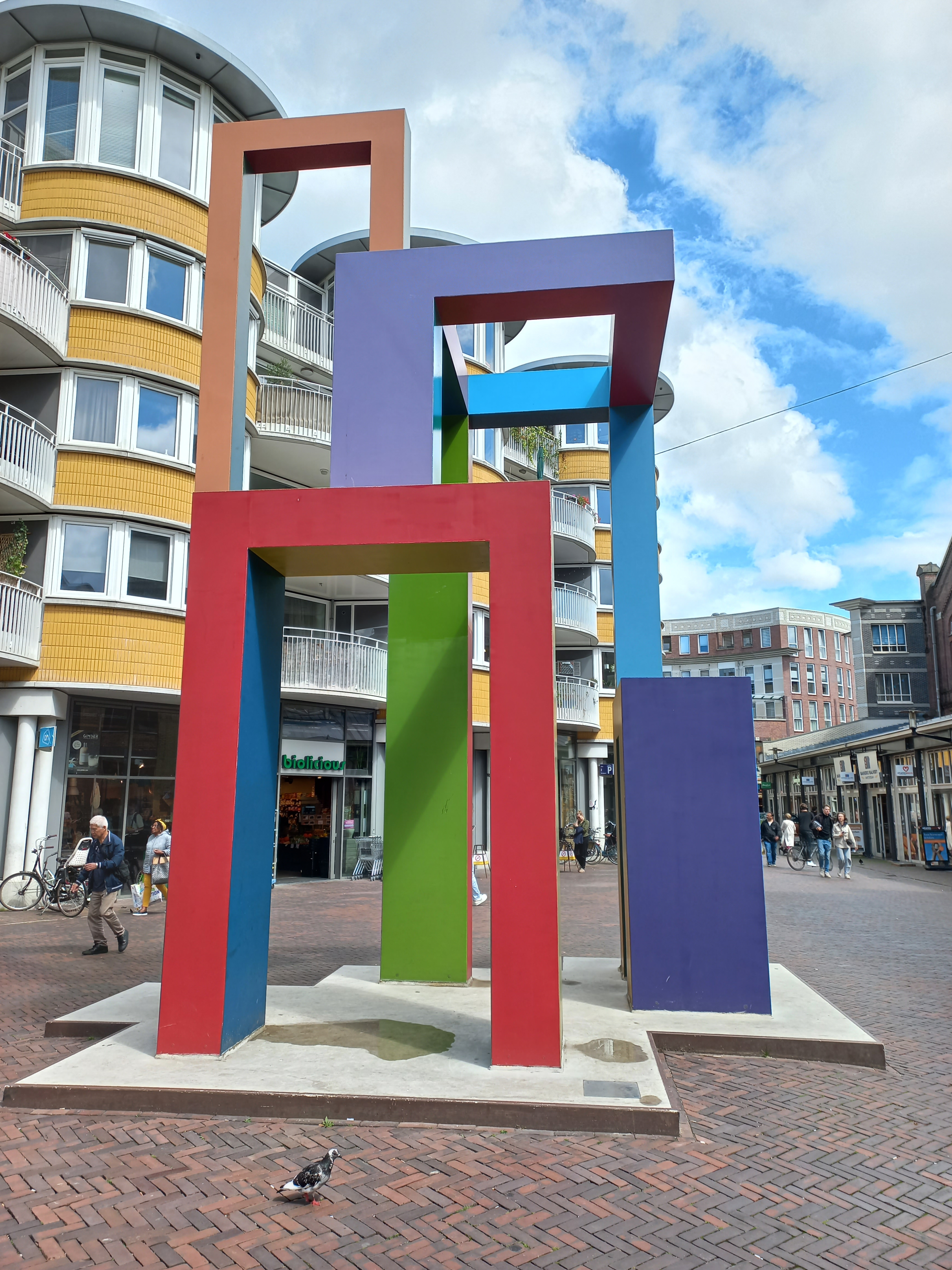
Een poort voor Oostpoort op het plein (augustus 2023)

Het tweeluik van kunstenaar Krijn de Koning (1963) vloeit voort uit een opdracht die al in 2018 gegeven was. De nieuwe wijk (voor wat betreft naam) Oostpoort wilde een kunstwerk, dat een verbinding legde tussen Oostpoort als nieuw ontwikkeld winkelcentrum en de oude woonwijk Transvaalbuurt, gescheiden door de Linnaeusstraat. Er werden diverse kunstenaars om ontwerpen gevraagd. De Koning was destijds al bekend vanwege elders geplaatste sculpturen, die van invloed zijn op het inzicht in/van de openbare ruimte. Het ontwerp moest voorgelegd worden bij het Stadscuratorium, Centrum Beeldende Kunst (CBK), het Amsterdams Fonds voor de Kunsten en de Mondriaan Stichting. Ook werden buurtbewoners geraadpleegd, waarvan het merendeel positief gestemd was; anderen spraken van “lelijk”. Als argument tegen het beeld werd ook gebruikt dat het beeld als een soort fietsenrek zou gaan dienen op het Land van Cocagneplein. Vanwege deze bezwaren werd de poorten op verhogingen geplaatst. Weer anderen vonden het niet bij de wijk passen; het was in hun ogen meer geschikt voor een “modern winkelcentrum" in Almere.
De beide poorten zijn te vinden op de route Pretoriusstraat richting Plein van Cocagne; het zou een stimulans tot meer onderling contact moeten zijn. Het winkelcentrum ligt door die Linnaeusstraat afscheiden van de woonbuurt; het winkelcentrum bleef daardoor te rustig, was de opinie. Volgens de kunstenaar verbindt het tweeluik, ondanks de onderlinge afstand, de twee buurten optisch met elkaar. Het bestaat uit gekleurde geometrische vormen, die terug te herleiden zijn naar poortvormen. De lage poorten kunnen eventueel als zitjes gebruikt worden. Hij schatte zelf in dat hij mocht ontwerpen, omdat het kunstwerk tweedelig is en van daaruit de samenhang onderstreept. Voor de uitvoering werkte hij samen met architect Roderik van der Weijden, die vanuit dat beroep beter op de hoogte is van voorschriften, vergunningen etc. Eén van de problemen was dat het deel op het plein geplaatst moest worden op een ondergrondse parkeergarage.
In februari 2020 was er nog de hoop dat de beelden er in dat jaar zouden staan, de coronapandemie zorgde voor vertraging. Op 24 september 2022 werden ten slotte de beelden onthuld.
Achteraf constateerde De Koning dat het kunstbeleid in de stad negatieve tendenzen liet zien, maar hield zelf vol dat bijdraagt aan een positiever leefklimaat van de stad ("goed voor de omgeving, goed voor de mensen").